# Pigmentówka iglastodrzewna
Pigmentówka iglastodrzewna (Callistosporium pinicola Arnolds) – gatunek grzybów z rodziny Callistosporiaceae.

## Systematyka i nazewnictwo
Pozycja w klasyfikacji według Index Fungorum: Callistosporium, Callistosporiaceae, Agaricales, Agaricomycetidae, Agaricomycetes, Agaricomycotina, Basidiomycota, Fungi.
Gatunek ten został opisany dopiero w 2006 r. przez Eefa Arnoldsa. Brak go w pracy W. Wojewody z 2003 r., ale potem w Polsce został znaleziony. W 2025 r. Komisja ds. Polskiego Nazewnictwa Grzybów Polskiego Towarzystwa Mykologicznego zarekomendowała używanie nazwy pigmentówka iglastodrzewna.

## Morfologia
Kapelusz
Średnica (0,5–)1–3 cm, początkowo wypukły z podwiniętym brzegiem, później płaski, na koniec wklęsły z prostym brzegiem. Powierzchnia żółtobrązowa, pomarańczowobrązowa, czerwonobrązowa, bez smug, sucha, w środku omszona.
Blaszki
Przyrośnięte lub wykrojone, gęste, cienkie, żółte lub pomarańczowożółte.
Trzon
Wysokość 1,2–3,2 cm, grubość 0,15–0,35 cm, cylindryczny lub spłaszczony, tej samej barwy co kapelusz.
Miąższ
Cienki, kruchy, bladożółty, bez mącznego zapachu, bez smaku i bez goryczy.
Cechy mikroskopowe
Zarodniki (2,5–)2,8–4,7 × 2–3,5 µm, elipsoidalne lub szeroko elipsoidalne, gładkie, szkliste, często z żółtymi lub brązowymi korpusami. Podstawki 12–25 × 3,5–6 µm, maczugowate, czterozarodnikowe. Trama blaszek regularna. Brak cystyd. Skórka kapelusza typu trichodermum, zbudowana ze strzępek o szerokości 2–5,5 μm, czasami napęczniałych do 8 μm. Podstawki i strzępki z licznymi granulkami, które pod wpływem KOH i amoniaku zmieniają barwę na czerwonawą lub fioletową.

## Występowanie i siedlisko
W 2009 r. w Europie C. pinicola była znana w Austrii. Czechach, Francji, Niemczech, Włoszech, Holandii, Belgii, Szwajcarii i na Ukrainie. W Polsce po raz pierwszy znaleziono ten gatunek w 2014 r. w Beskidzie Żywieckim, Wigierskim Parku Narodowym, oraz na zboczach Małej Pasieki w Bieszczadach. Nowe stanowiska tego gatunku podaje także internetowy atlas grzybów. C. pinicola została w nim zaliczona do gatunków chronionych i zagrożonych.
Grzyb nadrzewny, saprotrof. Rozwija się na silnie już spróchniałych pniakach i pniach drzew, głównie iglastych, zwłaszcza sosny pospolitej. Stwierdzono jednak występowanie tego gatunku także na jodle pospolitej i świerku pospolitym i podano jeden przypadek występowania na drewnie drzew liściastych – prawdopodobnie na buku.